# Reynolds American
Pour les articles homonymes, voir Reynolds.
Reynolds American, Inc. (NYSE : RAI) est une entreprise américaine active dans l'industrie du tabac. Elle est la maison mère des filiales RJ Reynolds Tobacco Company, Santa Fe Natural Tobacco Company,  Forsyth Tobacco, Lane Limited, Conwood Company et R.J. Reynolds Global Products, Inc. Elle est détenue à 42 % par British American Tobacco.
En 2010, Reynolds American vendait 28 % des cigarettes aux États-Unis.

## Histoire
En 2004, la filiale américaine de British American Tobacco (Brown & Williamson) et RJ Reynolds Tobacco Company fusionnèrent et formèrent Reynolds American.
En mai 2014, Reynolds American est en négociation pour fusionner avec Lorillard. En juillet 2014, Reynolds acquiert Lorillard pour 25 milliards de dollars. Au même moment, Reynolds et Lorillard pour faire accepter cette acquisition aux autorités de la concurrence, vendent les marques Salem, Winston, Kool, Maverick et la marque de cigarette électronique blu à Imperial Tobacco pour 7,1 milliards de dollars. British American Tobacco investit 4,7 milliards de dollars dans la nouvelle entité pour garder le niveau de participation à 42 % dans Reynolds American.
En octobre 2016, British American Tobacco annonce une offre d'acquisition des parts qu'il ne détient pas encore dans Reynolds American, soit 57,8 % de l'entreprise, pour 47 milliards de dollars,. En novembre 2016, la direction de Reynolds American rejette cette offre d'acquisition.

## Marques
Reynolds American fabrique et distribue sur le marché américain de nombreuses marques de cigarettes, parmi lesquelles on peut citer Camel, Lucky Strike, Pall Mall, Kool, Winston, Eclipse, Salem, et Doral.